# Ivan Baćak
Ivan Baćak (* 2. Februar 1987 in Tomislavgrad, SFR Jugoslawien) ist ein kroatischer Fußballspieler.

## Karriere
Baćak begann mit dem Fußballspiel im Alter von sieben Jahren bei NK Tomislavgrad. Mit 14 Jahren wurde er vom kroatischen Klub Hajduk Split entdeckt. Er entschloss sich für eine Karriere als Fußballspieler und ging nach Split.
Er spielte bis 2005 bei Hajduk Split, dann wurde er für das Jahr 2006 an den Zweitligisten NK Mosor Žrnovnica ausgeliehen. Nach seiner Rückkehr Anfang 2007 wurde er umgehend wieder ausgeliehen, diesmal zu NK Kamen Ingrad Velika, bei dem er bis zum Saisonende blieb und zu sechs Einsätzen in der 1. HNL kam. In der Saison 2007/08 spielte er erneut auf Leihbasis bei Mosor Žrnovnica in der zweiten kroatischen Liga. Im August 2008 wechselte er zu NK Zadar, für den er einen weiteren Einsatz in der 1. HNL hatte. Nach drei Monaten kündigte er aus privaten Gründen den Vertrag. Er trainierte anschließend sechs Monate lang beim Drittligisten NK Dugopolje und kam auch zu einigen Einsätzen.
Baćak spielte für die kroatische U-20 und U-21-Nationalmannschaft.